# Cartilagine di coniugazione
La cartilagine di coniugazione  (sinonimi: cartilagine metafisaria; di accrescimento; disco epifisario) è un disco cartilagineo, interposto tra epifisi e diafisi, delle ossa lunghe presente per tutta la durata del loro accrescimento.

## Struttura
La cartilagine di coniugazione è caratterizzata da una disposizione sequenziale di cellule cartilaginee ed ossee ordinate regolarmente in colonne che corrispondono ai successivi stadi di ossificazione. Da un punto di vista istologico, la cartilagine di coniugazione può essere suddivisa in cinque strati di cellule a partire dal versante epifisario ed in direzione del versante di ossificazione:
1. Zona della cartilagine di riserva o a riposo. La zona di cartilagine più vicina alle epifisi è formata da cellule cartilaginee a riposo singole o in gruppi isogeni che non si moltiplicano.
2. Zona della cartilagine in proliferazione. Qui i condrociti si moltiplicano attivamente formando dei gruppi isogeni rettilinei disposti in colonne parallele all’asse longitudinale dell’abbozzo scheletrico osteo-cartilagineo. Tale disposizione di cellule allineate in colone, è dovuta al fatto che il rigido collare osseo periostale forza la cartilagine a crescere in direzione longitudinale. Questa zona, viene anche detta cartilagine seriata.
3. Zona della cartilagine ipertrofica. Le mitosi si arrestano ed i condrociti, sempre disposti in colonne parallele, diventano più grandi, ossia ipertrofici, arricchendosi di glicogeno e di lipidi e secernendo fosfatasi alcalina nonché collagene di tipo X, ovvero un marker della ipertrofia condrocitaria. I condrociti ipertrofici secernono anche fattori, come il VEGF, che stimolano l’angiogenesi in questa zona. L’ampliamento delle lacune, dovuto agli effetti di compressione esercitati dai condrociti divenuti ipertrofici, fa sì che la matrice che separa le cellule lungo ciascuna serie si assottigli molto più di quella tra file adiacenti di cellule, che forma setti longitudinali dove ora iniziano i processi di calcificazione.
4. Zona della cartilagine calcificata. I condrociti ipertrofici liberano per gemmazione le vescicole della matrice, che innescano la mineralizzazione della matrice cartilaginea con conseguente impedimento della diffusione dei metaboliti.
5. Zona di invasione vascolare e di ossificazione endocondrale. È la zona dove penetrano i vasi sanguigni, stimolati da segnali proangiogenici condrocitari. I condrociti ipertrofici muoiono per apoptosi e lasciano vuote le lacune; prima di scomparire del tutto i condrociti, a seguito di glicolisi anaerobia, liberano acido lattico che concorre a dissolvere la matrice mineralizzata ampliando le lacune cartilaginee. Condroclasti provenienti dal circolo sanguigno demoliscono le sottili pareti di matrice cartilaginea che separano in senso trasversale le lacune, ampliandone le cavità che andranno a confluire in senso longitudinale. Della ECM originariamente ai lati delle colonne di condrociti residuano solo sottili setti longitudinali di matrice cartilaginea calcificata. Le lacune vengono invase da vasi capillari sanguigni (le cui pulsazioni facilitano i processi demolitivi) e da cellule mesenchimali provenienti dalla cavità midollare diafisaria. Dalle cellule mesenchimali osteoprogenitrici si differenziano gli osteoblasti che si insediano sui sopra descritti setti longitudinali di matrice cartilaginea calcificata residua ed iniziano a deporre osteoide. Il tessuto osteoide, che contiene abbondanti fibrille collagene di tipo I nella ECM, successivamente calcifica, intrappolando gli osteociti al suo interno e divenendo così tessuto osseo primario.

Le cartilagini di coniugazione sono responsabili dell’accrescimento in lunghezza dell’osso. Ciascuna di esse, infatti, sotto stimolo ormonale operato dall’ormone della crescita (growth hormone, GH) e dal suo effettore epatico IGF-1, cresce su un versante (quello prospiciente l’epifisi) dove i condrociti proliferano e producono matrice, mentre il versante rivolto verso la diafisi è demolito e sostituito da tessuto osseo, assicurando così l’estensione longitudinale delle diafisi.

## Accrescimento delle ossa lunghe
Il ruolo della cartilagine di coniugazione è quello di permettere l’accrescimento delle ossa lunghe, grazie al processo di ossificazione (o osteogenesi).
L'osteogenesi può essere di due tipi: 
- osteogenesi membranosa in cui l'osso si forma direttamente dal mesenchima, per differenziamento delle cellule mesenchimali in osteoblasti (cellule del tessuto osseo); una sua variante è l’ossificazione mantellare dell’abbozzo della mandibola, che avviene su induzione di morfogeni liberati da un abbozzo cartilagineo limitrofo, la cartilagine di Meckel (secondo molti autori, questa sarebbe invece una terza modalità di ossificazione)
- osteogenesi endocondrale in cui le cellule mesenchimali formano prima uno scheletro cartilagineo, che viene poi sostituito da tessuto osseo. Solo in questo tipo di ossificazione si può riscontrare la presenza di cartilagine di coniugazione.

La durata di accrescimento delle ossa lunghe va dal periodo embrionale fino al termine della pubertà. Esattamente dal secondo mese di vita embrionale fino ai 18, 21 anni.
Durante lo sviluppo, le cartilagini epifisarie proliferano molto attivamente sul versante diafisario, mantenendo attiva, anche successivamente, una striscia trasversale di cartilagine di coniugazione.
La cartilagine di coniugazione oltre ad avere il compito di permettere l'accrescimento in lunghezza delle ossa lunghe, permette anche il mantenimento delle connessioni meccaniche tra la diafisi e l'epifisi.
Durante il primo anno di vita, la crescita delle ossa lunghe è veloce, per poi attenuarsi nel decennio successivo. È possibile notare un ritmo di crescita particolarmente elevato durante la pubertà, sotto l’influenza degli ormoni sessuali e del GH.
Alla fine della pubertà, la cartilagine di accrescimento cessa di proliferare e il processo di ossificazione termina con la fusione dell'osso epifisario con quello diafisario, fenomeno della ‘chiusura delle epifisi’.
Da questo punto in poi, l’accrescimento delle ossa lunghe non può più avvenire.
Il processo di accrescimento osseo è stato studiato da Charles H. Turner e collaboratori, che hanno determinato il numero di ponti ossei tra l'epifisi e la diafisi mediante tomografia computerizzata nei ratti di età compresa tra 2 e 25 mesi.
Sebbene generalmente si creda che la cessazione della crescita avvenga al termine della pubertà, ciò è stato recentemente contestato da Parfitt, il quale ha descritto la cessazione della crescita di un metacarpo in un paziente con ipoparatiroidismo, soggetto a rottura della cartilagine di accrescimento: in questo paziente egli ha notato che era ancora presente la cartilagine di coniugazione.
A sostegno di ciò, un recente studio su ratti anziani ha dimostrato che, nonostante la cessazione della crescita, la cartilagine di coniugazione esiste ancora con presenza sporadica di proliferazione dei condrociti.

## Fattori di accrescimento
Il processo di ossificazione della cartilagine di coniugazione risente dei fattori meccanici come forze gravitarie e forze muscolari, inoltre risente dell’apporto di vitamine come la vitamina A, la vitamina C e la vitamina B.
L’attività proliferativa delle cellule della cartilagine di coniugazione è stimolata dall'ormone ipofisario della crescita (GH, growth hormone), il quale induce la produzione di IGF-1 da parte degli epatociti: l’IGF-1, a sua volta, agisce da fattore di crescita sui condrociti. L'ossificazione della cartilagine di coniugazione è invece promossa dagli ormoni sessuali.
È stato, infatti, riconosciuto che i recettori per molti ormoni come gli estrogeni, GH e glucocorticoidi sono presenti a livello dei condrociti, suggerendo che questi ormoni possono influenzare processi della cartilagine di coniugazione.
Inoltre, anche altri fattori, come IGF-I, fattori di crescita di fibroblasti, proteine morfogenetiche ossee e vascolari, fattori di crescita endoteliali, sono considerati come stimolatori della proliferazione e differenziazione dei condrociti.

### Sistema GH-IGF-1
Prima della nascita, si ritiene che IGF-l sia il principale regolatore della crescita più di quanto lo sia il GH. Infatti nel caso di deficit congenito di IGF-1, le dimensioni alla nascita sono notevolmente ridotte, mentre nel deficit congenito di GH, la lunghezza alla nascita è solo leggermente ridotta.
Dopo la nascita, il GH è un importante modulatore di crescita ossea longitudinale e appare, insieme a IGF-I, l'ormone ipotalamo-ipofisario principale della differenziazione della cartilagine di coniugazione.
Un adenoma ipofisario durante l'infanzia o l'età adulta provoca una maggiore secrezione di GH, che porta al gigantismo o acromegalia. Al contrario, un grave nanismo può essere provocato da difetti nella formazione delle cellule secretorie del GH (ad esempio, da mutazioni Prop-1 o Pit-1), sintesi o rilascio di GH (da mutazioni del recettore GHRH o di Pit-1, delezione del gene GH e altre forme di carenza di GH) o insensibilità al GH, compresi i difetti nel recettore GH (GHR) e delezione IGF-1.
Il GH agisce sul suo tessuto bersaglio anche direttamente, ma soprattutto attraverso due intermedi: IGF-I e IGF-II.
L'IGF-II è essenziale per la crescita embrionale, mentre IGF-I ha un’importante funzione durante lo sviluppo e l'età adulta.

### Glucocorticoidi
I glucocorticoidi sono potenti regolatori negativi della condrogenesi: inibendo la sintesi della matrice e la proliferazione dei condrociti.
Alcuni studi hanno localizzato il recettore per i glucocorticoidi (GR) nei condrociti ipertrofici del disco metafisario.
I glucocorticoidi causano ritardo della crescita, non solo attraverso effetti diretti attraverso il loro recettore, ma anche per interferenza con altri meccanismi di regolazione della crescita: per esempio, essi sono anche in grado di modulare i livelli di ormone tiroideo che agisce sulla cartilagine di coniugazione.

### Estrogeni
È stato a lungo stabilito che gli ormoni sessuali sono importanti per la crescita longitudinale delle ossa lunghe, specialmente durante la pubertà.
È interessante notare che diversi studi hanno dimostrato che l'estrogeno può inibire la crescita longitudinale in assenza di GH. Gli estrogeni sopra una certa concentrazione, inibiscono la crescita in lunghezza delle ossa lunghe.
Oltre agli effetti indiretti, gli estrogeni esercitano effetti diretti sulla morfologia e la fisiologia della cartilagine di coniugazione.

### Androgeni
Anche gli androgeni svolgono un ruolo specifico come modulatori primari della crescita puberale, esercitando effetti stimolatori sui condrociti per la crescita longitudinale delle ossa lunghe.
Ci sono alcune prove che gli enzimi, responsabili dei vari processi riguardanti gli ormoni sessuali, sono presenti anche nelle cellule ossee, che sarebbero quindi capaci di produrre localmente piccole quantità di estrogeni ed androgeni: essi possono contribuire alla chiusura delle epifisi alla fine della pubertà.

### Bone morphogenetic proteins (BMPs)
La famiglia delle BMPs è composta da almeno 15 membri, che fanno tutti parte della famiglia del TGFß. Le BMPs sono state originariamente identificate come stimolatori della formazione ossea, ma ora sono riconosciute come importanti regolatori di crescita, differenziazione e morfogenesi durante il periodo embrionale.

## Tipologie di frattura
La cartilagine di coniugazione, fino a che non è completamente chiusa, costituisce la parte più fragile dell'osso e sono perciò frequenti fratture e lesioni, che possono addirittura estendersi nell’epifisi o nella diafisi. Esiste una scala in grado di classificare diverse tipologie di frattura della cartilagine di coniugazione chiamata sistema di Salter-Harris: esso presenta una scala di rischio che, al progredire delle tipologie di frattura (da I a V), implica una maggiore riduzione della crescita dell’osso.

### Classificazione di Salter-Harris delle fratture della cartilagine di coniugazione
Nei tipi da I a IV la cartilagine di coniugazione è separata dalla metafisi. Il tipo II è il più frequente, e il tipo V è il più raro.
- Salter di livello I: È una frattura completa della cartilagine di coniugazione con o senza spostamento; la linea di frattura è estesa per l’intera lunghezza ed è per questo motivo che in inglese viene definita con il termine "Straight".
- Salter di livello II: È una frattura a scheggia della cartilagine di coniugazione, che può essere molto piccola. Siccome questa frattura si estende verso l’alto attraversando la metafisi, in inglese ci si riferisce ad essa descrivendola con il termine “Above”.
- Salter di livello III: È una frattura della cartilagine di coniugazione che si estende attraverso l’epifisi, descritta quindi come "Lower"
- Salter di livello IV: È una frattura della cartilagine di coniugazione associata a fratture epifisarie e diafisarie, ovvero che, oltre ad interessare la cartilagine di coniugazione, coinvolge sia la metafisi che l’epifisi (detta "Through").
- Salter di livello V: È una frattura da compressione della cartilagine di coniugazione. Insieme ai tipi Salter III e IV, è la tipologia di frattura che nella maggior parte dei casi presenta una peggiore prognosi.

### Diagnosi delle fratture della cartilagine di coniugazione
Spesso, le fratture della cartilagine di coniugazione sono accompagnate da dolore e gonfiore localizzato nella zona lesa e da una difficoltà o addirittura impossibilità nel muovere l'arto fratturato. A livello diagnostico, il test consigliato sono le radiografie standard, i cui esiti hanno poi spesso bisogno di essere confrontati con quelli dell'arto controlaterale: infatti è possibile che i risultati radiografici di fratture Salter I e V non mostrino alcuna evidente lesione o frattura della cartilagine di coniugazione.

### Trattamento delle fratture della cartilagine di coniugazione
Il trattamento delle fratture della cartilagine di coniugazione varia molto in base al tipo di frattura:
- Per fratture di tipologia Salter I e II, solitamente viene solitamente utilizzata la tecnica della riduzione chiusa, seguita da immobilizzazione dell'arto.
- Per quanto riguarda le fratture di tipologia Salter III e IV, possono necessitare di riduzione a cielo aperto con fissazione interna.
- Le fratture Salter V comportano generalmente alterazioni dell'accrescimento dell'osso e richiedono sovente un complesso piano terapeutico personalizzato.[4]